# Medina (Texas)
Medina es un lugar designado por el censo ubicado en el condado de Zapata en el estado estadounidense de Texas. En el Censo de 2010 tenía una población de 3.935 habitantes y una densidad poblacional de 850,68 personas por km².

## Geografía
Medina se encuentra ubicado en las coordenadas 26°56′8″N 99°15′53″O / 26.93556, -99.26472. Según la Oficina del Censo de los Estados Unidos, Medina tiene una superficie total de 4.63 km², de la cual 4.62 km² corresponden a tierra firme y (0.22%) 0.01 km² es agua.

## Demografía
Según el censo de 2010, había 3.935 personas residiendo en Medina. La densidad de población era de 850,68 hab./km². De los 3.935 habitantes, Medina estaba compuesto por el 95.5% blancos, el 0.2% eran afroamericanos, el 0.23% eran amerindios, el 3.58% eran de otras razas y el 0.48% pertenecían a dos o más razas. Del total de la población el 97.69% eran hispanos o latinos de cualquier raza.